# Homestead Act

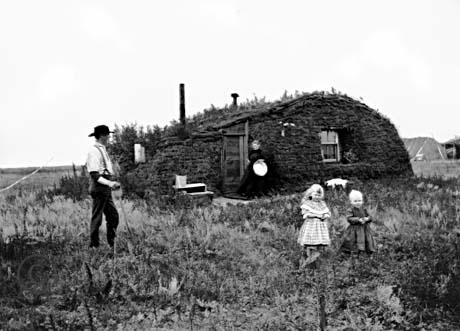
Uma família de imigrantes noruegueses na Dakota do Norte, em 1898.

A Lei da Propriedade Rural (em inglês, Homestead Act) foi uma lei federal americana criada pelo presidente Abraham Lincoln no dia 20 de maio de 1862.
Para atrair imigrantes, o governo federal dos EUA decretou, em 1862, o Homestead Act, que definia a posse de uma propriedade com 160 acres (64 hectares) a quem a cultivasse por cinco anos. Essa lei fez aumentar muito o fluxo de imigrantes europeus para a América. Na época, a Europa passava pelas guerras de unificação alemã e italiana e as alterações na estrutura fundiária ocorrida no continente ao longo do século XIX agravaram a pobreza que fez milhões de europeus buscarem melhores oportunidades mundo afora. Interessados na mão de obra desses imigrantes, os Estados Unidos estabeleceram a "Homestead Act" e a divulgaram pela Europa através de panfletos simples, de caráter atrativo e que mostravam o preço banal das terras (cerca de 4 dólares por 160 acres). As condições dispostas pela legislação contribuíram para aumentar então o fator atrativo para os imigrantes europeus que quisessem começar uma vida nos EUA.
A conquista do Oeste  - que teve início com a compra da Louisiana em 1803 e terminou com a compra do Alasca em 1867 - coincidiu com o período de industrialização dos E.U.A.
Esta lei contribuiu decisivamente para o Sonho Americano e até o século XX cerca de 600 mil fazendeiros haviam ocupado cerca de 80 milhões de acres de terras.